# Sveti Lovreč
Sveti Lovreč (talijanski: San Lorenzo del Pasenatico) gradić je i istoimena općina u zapadnoj Hrvatskoj. Nalazi se u Istarskoj županiji. 
Gradić ima izrazita obilježja gradine - očuvane bedeme, kule i gradska vrata iz mletačkog doba, trobrodnu župnu crkvu iz romaničkog razdoblja te odvojeni zvonik-kulu. Očuvan je i stari popločani trg sa stupom srama te gradskom lođom. Lođa sa stupovima se naslanja na južni zid župne crkve i sadrži zbirku rimskih natpisa - kamenih spomenika.
Područje je bilo naseljeno od prapovijesti, u kasnoj antici počinje rasti njegov obrambeni značaj, a od 10. stoljeća je središte feuda porečkog biskupa. U 14. stoljeću postaje sjedište kapetanije seoskog područja za čitav mletački dio Istre. Odatle potječe pridjevak Pazenatički (San Lorenzo del Pasenatico, Paisanatico).
Osnovno ime izvedeno je iz imena mjesnog zaštitnika, ranokršćanskog mučenika svetog Lovre, na čiji se dan 10. kolovoza slavi i Dan općine. I mjesto i općina najčešće se nazivaju kraćom varijantom Lovreč. Generacije mještana okolnih sela za Sveti Lovreč koriste naziv Grad.

## Općinska naselja
U sastavu općine su 23 naselja (stanje 2022.), to su: Čehići, Frnjolići, Heraki, Ivići, Jakići Dolinji, Jurcani, Kapovići, Knapići, Kršuli, Krunčići, Lakovići, Medaki, Medvidići, Orbani, Pajari, Perini, Radići, Rajki, Selina, Stranići kod Svetog Lovreča, Sveti Lovreč, Vošteni i Zgrabljići.

## Zemljopis
Gradić se nalazi na 45°11' sjeverne geografske širine, 13°45' istočne geografske dužine te 202 metra nadmorske visine. Smješten je na uzvisini, uz državnu cestu Pula-Buje.
Općina Sveti Lovreč zauzima krajnji jugoistočni dio nekadašnje Općine Poreč i okružuje je, počevši od sjevera na istok, Grad Poreč, Općina Tinjan, na zapadu Općina Vrsar, dok joj južnu granicu čini obala Limskog kanala. Ukupna površina Općine je 30,61 km2 a čine je sela Čehići, Frnjolići, Heraki, Ivići, Jakići Dolinji, Jurcani, Kapovići, Knapići, Kršuli, Krunčići, Lakovići, Medaki, Medvidići, Orbani, Pajari, Perini, Radići, Rajki, Stranići, Sveti Lovreč, Vošteni i Zgrabljići.

## Stanovništvo
U općini je po popisu stanovništva iz 2021. godine živjelo 960 žitelja.
| broj stanovnika | 1426  | 1572  | 1725  | 2046  | 2257  | 2742  | 2781  | 2960  | 2693  | 2415  | 1959  | 1565  | 1400  | 1362  | 1408  | 1015  | 960   |
|                 | 1857. | 1869. | 1880. | 1890. | 1900. | 1910. | 1921. | 1931. | 1948. | 1953. | 1961. | 1971. | 1981. | 1991. | 2001. | 2011. | 2021. |

## Uprava
Općina Sveti Lovreč je kao jedinica lokalne samouprave nastala novim teritorijalnim ustrojstvom 1992. godine, kad je prestala postojati dotadašnja Općina Poreč u čijem je sastavu bilo i sutlovrečko područje.
Lokalnu predstavničku vlast ima općinsko vijeće sastavljeno od 11 članova-vijećnika biranih na lokalnim izborima na mandat od četiri godine.
Veći dio izvršne vlasti obavlja načelnik općine koji se od 2009. bira zasebno i izravno.

## Povijest
Prema današnjoj veličini i broju stanovnika stječe se dojam o vrlo skromnoj ulozi ovog gradića kroz povijest. Povijesna je istina, međutim, drugačija. Smještaj gradića na blagoj uzvisini (nadmorska visina gradića varira između 195 i 210 m) koja dominira prostorom po kojem je razasuto čak 22 naselja - sela i zaselaka govori o njegovoj značajnoj ulozi kroz povijest.

### Prapovijest, Rimsko doba, Bizant i Franci
Brojna arheološka nalazišta a i toponimi upućuju na postojanje kulture gradina iz kasnog brončanog i željeznog doba. Ostaci jedne takve gradine vidljivi su i u donjem sloju srednjovjekovnih zidina Grada, kako lokalno stanovništvo naziva Sveti Lovreč. 
Nakon poraza Epulona, posljednjeg kralja Histra 177. godine prije Krista, i pacifikacije Istre raseljenjem Histra i potpunim uništenjem ilirske kulture, Rim u Istri osniva municipije Trst i Pulu a potom i Poreč koji će polovinom I. stoljeća poslije Krista u vrijeme Tiberija (Kaligule) biti uzdignut u rang kolonije (Colonia Iulia Parentium), urbano sjedište s vojno-administrativnom moći. Porečki ager proteže se od Mirne na sjeveru do Limskog kanala na jugu dok u unutrašnjost seže do Drage, produžetka Limskog kanala na kopnu. Sveti Lovreč se našao u onom dijelu agera gdje će moći odigrati značajnu prometnu funkciju posebno prema južnoj Istri – Dvigradu i Nezakciju. 
Udaljena od glavnih prometnica, Istra će biti pošteđena velikih barbarskih razaranja. Tek će Justinijanova osvajanja u prvoj polovini 6. stoljeća i vizija stvaranja velikog carstva pogoditi i Istru koja će definitivno priznati vlast Bizanta 539. i u čijem će posjedu, uz kratak period prevlasti Langobarda, ostati sve do Karla Velikog i njegovog moćnog Franačkog carstva. Još Bizant nije ni učvrstio svoju vlast kad dolazi do provale Langobarda, Avara i Slavena u Istru. Prodorima se ispočetka Bizant uspješno suprotstavlja, no ne za dugo: povijesni proces slavenizacije, odnosno kroatizacije Istre nije se mogao zaustaviti. 
Istra unutar franačke države kratko vrijeme zadržava karakter zasebne provincije no ubrzo postaje dio, najprije furlanske a potom Bavarske vojvodine, da bi negdje oko 1040. postala posebnim upravnim područjem, markom. Naredno stoljeće Istra živi svoj život uz sve veći utjecaj akvilejskog patrijarha kojem će se konačno 1209. predati.

### Prvi pisani izvori
Prvi put se Sveti Lovreč spominje na jednoj karti iz 1030. godine kao «castrum sancti Laurentii». Iz jedne druge isprave iz 1040. saznajemo da iz Sv. Lovreča vodi put do Dvigrada (Due Castelli) te Kaliseda, današnje Gradine, i Vrsara. Međutim, prvi pisani dokument o Svetom Lovreču datiran je 24. studenog 1186 i govori o borbi Poreča i Svetog Lovreča za kaštel Kalisedo, posjed pulskog feudalca Giroldia. Godine 1186. Sv. Lovreč je već organiziran kao općina (komuna). Bila je to prva organizirana ruralna općina u Istri a četvrta istarska općina uopće, poslije Trsta (1139.), Pule (1145.) i Kopra (1182.). U ovoj fazi još nema izabranih gradskih vijeća pa odluke donosi opća skupština žitelja a gradom upravlja podeštat u zajedništvu s gastaldom koji upravlja gradom u ime markgrofa, odnosno akvilejskog patrijarha.
Sveti Lovreč je, dakle, već u 12. stoljeću gradić s vlastitom samoupravom koja ga dijeli od široke organizacije malih naselja u široj okolici. No, zbog nedostatka podrobnijih povijesnih izvora, ne znamo tko je i za kojeg feudalca gradio Grad, odnosno tko je bio gospodar Grada, a time i administrativni upravitelj prostranog teritorija. Postoje naznake da je Sv. Lovreč u dugom vremenu prije nego što se formirao kao samostalna općina bio nastanjen gospodarima seoskih alodija koji su bili oslobođeni plaćanja feudalnih nameta i bilo kakve podčinjenosti lokalnoj gospodi. Oskudni povijesni izvori govore da je Sv. Lovreč, među prvim istarskim komunama izabrao svog podeštata već 1256. g. kojeg je iste godine potvrdio patrijarh. Tko je to bio, međutim, ne znamo. Nedugo zatim, 1261 godine izabran je prvi lovrečki podeštat čije ime znamo. Bio je to padovanski plemenitaš Senisio de Bernardis, patrijarhov rođak koji je ujedno obavljao funkciju patrijarhovog namjesnika u Istri. 
U 7. stoljeću započeto naseljavanje hrvatskih plemena (arheološki nalazi govore da su Slaveni naselili prostor do pod same zidine Poreča), nastavit će se vrlo intenzivno sljedećih stoljeća. To će izazvati pritužbe istarskih feudalaca pred vojvodom Ivanom na Rižanskoj skupštini 804. godine. Slavenski etnik bavio se pretežno stočarstvom napasujući stoku po cijelom teritoriju pa se ubrzo nametnula nužnost preciznog utvrđivanja granica između pojedinih općina. Zbog povećanog broja žitelja zbog novih naseljavanja Hrvata, i neutvrđenih granica među posjedima došlo je do navedenog spora oko feuda Kalisedo, odnosno Gradine. Presuda u tom sporu išla je u korist vlasnika feuda, pulskog posjednika Giroldija, kojemu će Sv. Lovreč plaćati najam kako bi na zemlji feuda Kalisedo Lovrečani mogli slobodno napasati svoju stoku. Situaciju na ovom području zakomplicirala je i činjenica da je na prostoru između feuda Kalisedo (Gradine) i Sv. Lovreča benediktinac sv. Romualdo oko 1002. osnovao benediktinski samostan kamaldoljana i uz ranije sagrađenu crkvicu koja postoji i danas, sagradio veću crkvu Sv. Mihovila Arhanđela nad Limom. Samostan će postati prvo školsko središte na Lovreštini a samostansko imanje će benediktinci vrlo brzo pretvoriti u respektabilni posjed na koji će vrlo brzo polagati pravo porečki ali i tršćanski biskupi. 
Patrijarhovi posjedi u Istri su veliki no vrlo mu se snažno suprotstavljaju porečki biskupi, čiji je posjed sv. Maura vrlo značajan. Nastupa period snažnog trvenja akvilejskog patrijarha i porečkog biskupa. Tu će borbu lukavo iskoristiti Venecija, koja nastoji istarske gradove privući u svoje okrilje. U sukob su se umiješali i gorički grofovi koji nastoje proširiti svoj posjed na račun istarskih gradova. U strahu da ne dođe pod vlast patrijarha Poreč se 1267. predaje Veneciji. Nakon Poreča 1269. isto čini Umag, 1270. Novigrad a 1271. i Sveti Lovreč. U sljedećih nekoliko desetljeća Venecija će zauzeti veći dio Istre koja će ostati podijeljena na habsburški i mletački dio, stanje koje će ostati do 1797., odnosno do propasti Serenissime. Ova podjela odijelila je primorske gradove od njihovog prirodnog zaleđa i time umrtvila gospodarsku aktivnost u oba dijela što će imati katastrofalne posljedice koje se osjećaju i danas.

### Mletačko doba
Utvrđen gradić, kaštel Sv. Lovreč dobrovoljno se stavlja pod zaštitu Venecije čije Veliko vijeće 25. studenoga 1271. prihvaća zaštitu nad Sv. Lovrečom pod istim uvjetima kao i nad ostalim istarskom gradovima: u sljedeće dvije godine Gradom će upravljati od dužda izabrani podeštat s godišnjom plaćom od 200 lira i plaćenim stanom. Nakon ovog perioda izbor podeštata vršit će se na način kao i u ostalim istarskim gradovima s godišnjom plaćom od 300 lira i stanom. 
Tijekom vremena Venecija će se postupno domoći i ostalih istarskih gradova i poslije niza ratova i sukoba s Akvilejom i Koprom učvrstiti svoj položaj u Istri. Kako bi cijeli prostor nadgledala i vojno povezala, posebno široki teritorij izvan jurisdikcije pojedinih gradova čiji statuti preciziraju ovlasti pojedinih komuna, stvara posebnu instituciju, tzv. pazenatik («societas Paysanatici terrarum», od mletačke riječi pais, paiz - zemlja, kraj, predjel), mletačko izvangradsko područje. Na čelu pazenatika je kapetan (Capitaneus) postavljen od mletačkog senata na godinu dana. 
Zadaci kapetana pazenatika, čije su naloge podeštati dužni izvršavati, isključivo su vojni koji će se s vremenom proširiti. Kapetan je dužan povremeno obilaziti vojne postrojbe raspoređene na prostoru Istre (reklo bi se «otići u pazenatik»), ali se, u početku, ne smije miješati u unutrašnje poslove pojedinih komuna. 
Sam pazenatik funkcionira na način da Venecija osigurava plaću kapetana te troškove uzdržavanja 7 konja koje kapetan kao zapovjednik konjaništva kapetanije mora imati: 1 prvoklasnog konja za sebe, 5 konja za borbu te 1 starijeg konja za trubača, 1 člana postrojbe starijeg od 20 godine, 4 vješta konjanika i trubača. Konje je trebao osigurati svaki grad shodno svojoj veličini: Izola 10, Piran 20, Umag 4, Novigrad 4, Poreč 12, Rovinj 5, Motovun 8, Sv. Lovreč 5 te Pula 20. Budući da Bale (ni Pula u to vrijeme nije bila pod Venecijom) još nisu bile pod dominacijom Venecije za uzdržavanje vojske pazenatika nisu osiguravale konje već su plaćale 400 tzv. malih lira.
Prvi kapetan pazenatika, izabran za godinu 1301./1302., bio je Marino Badoer koji je sjedište smjestio u Poreč a vojni garnizon u Sveti Lovreč. Zbog nespojivosti da kapetan pazentika djeluje iz grada sa strogo utvrđenim Statutom, Poreč je ostao sjedište kapetana pazenatika tek do 1304. kad će biti preseljen u Sv. Lovreč gdje će ostati sve do premještanja pazenatika u Rašpor kod Buzeta 1394. godine. Naime, uviđajući da je skoro nemoguće efikasno vojno kontrolirati cijeli izvangradski teritorij mletačke Istre iz jednog mjesta, Venecija 1359. osniva i drugo sjedište pazenatika i smješta ga u Grožnjan. Godine 1394. Venecija je došla u posjed utvrde Rašpor kod Buzeta u koji je smjestila objedinjeni sutlovrečki i grožnjanski pazenatik. U Lovreču će i dalje ostati dio pazenatika i kapetan ali s ovlastima znatno manjim od nekadašnjih. Definitivno će se pazenatik preseliti u Buzet, 1511. godine i tamo ostati sve do pada Venecije 1797. godine.
Prvi kapetan pazenatika sa sjedištem u Lovreču bio je Pietro Zeno. Ovlasti kapetana se brzo šire: od 1304. kapetan pazenatika je i redovni sudac u mogućim parnicama među istarskim komunama, postavši tako najviši vojni, politički i juridički autoritet. Već 1309. Senat i dužd objedinjuju funkcije kapetana pazenatika i podeštata u jednu, s plaćom koju će osiguravati Senat, uključujući i troškove za normalno funkcioniranje ovih institucija. 
Bez obzira na činjenicu da je Sv. Lovreč političko i vojno središte, četrnaesto stoljeće, vrijeme lovrečkog pazenatika, nije vrijeme prosperiteta i blagostanja Sv. Lovreča, kako bi se očekivalo. Premda samo funkcioniranje kapetanata plaća Senat, većinu ostalih troškova oko izdržavanja vojske i utvrđivanje Grada ide na teret samog Grada. Budući da je Lovreč sjedište vojne vlasti izravno podčinjen mletačkom Senatu s kojim izravno komunicira, trebalo je najprije sam Grad dobro učvrstiti. Stoga počevši od 1342. u vrijeme kapetana-podeštata Giovannia Contarinija grade se vrlo čvrste zidine proširujući postojeće gradske bedeme prema istoku, unutar kojih će ostati bazilika sv. Martina, sačuvane dobrim dijelom do današnjih dana. Premda nema sačuvanih pismenih dokumenata o financiranju gradnje, nije teško zaključiti da je gradnju, u skladu s propisima, financirao sam Grad.

#### Granični sporovi
Lovreč je početkom 14. stoljeća uvučen u borbu s Vrsarom oko granica teritorija. Sukob je došao do razine mletačkog Senata. U parnici je u ime Senata presudio porečki biskup Bonifacije definitivno utvrdivši granice teritorija prema Vrsaru. Četrdesetih godina 14. stoljeća izbio je novi sukob s Vrsaranima ovaj puta zbog granice s teritorijem Kaliseda, odnosno posjeda feuda Giroldi koje su Lovrečani uz najam obrađivali, napasali stoku i sjekli šumu. Porečki se biskup, ovaj puta gospodar Vrsara (porečki biskupi su polovinom 14. st., premda je sjedište biskupije bilo u Poreču, stolovali na svojem feudu u Vrsaru i nazivali se gospodarima – signori - Vrsara) obratio izravno duždu. Presudu je u ime dužda izrekao generalni kapetan cijelog pazenatika i podeštat Sv. Lovreča Marco Corner na način da je priznao Lovrečanima pravo vlasništva ali i Vrsaranima dozvolio da mogu svoju stoku nesmetano napasati na istom posjedu. Ove su granice između vrsarskih i lovrečkih posjeda uglavnom ostale do danas. 
Lovrečani nisu, međutim, tako dobro prošli u sukobu oko teritorija samostana Sv. Mihovila na Limu. Samostan je tijekom 13. stoljeća jedno vrijeme ostao skoro bez redovnika. Posjede su počeli koristiti Lovrečani. Samostan, međutim, preuzimaju benediktinci Sv. Mihovila iz Murana u venecijanskoj laguni. U sporu s ovima Lovreč je osuđen (1394.; i opet je presudio kapetan i podeštat Sv. Lovreča Tommasino Giustinian) na napuštanje teritorija ovog samostana i povratak svih oduzetih dobara a u korist benediktinskog samostana Sv. Mihovila iz Murana, ostavljajući Lovrečanima jedino mogućnost ispaše stoke jer su pašnjaci smatrani zajedničkim dobrom. 
Uz sve ovo Lovreč će imati i problema oko granice teritorija i s Porečom te Tinjanom i Dvigradom. O ovom posljednjem svjedoči najstariji pravni dokument na ovim prostorima – Istarski razvod. 

#### Depopulacija i novi stanovnici
Ako svim problemima s kojima su se susretali Lovrečani dodamo brojne nerodne godine, sušu, glad, bolesti, posebno malariju i kugu koja se u nekoliko navrata pojavila tijekom četrnaestog stoljeća, te nekoliko potresa koji su zadesili Istru u to vrijeme, lako ćemo shvatiti svu težinu življenja. Senat, ali i crkvene vlasti nastoje ublažiti neke probleme. Tako kako bi se otklonile posljedice suša grade se javne cisterne, porečki biskup dozvoljava sječu šume u posjedu samostana i crkve Svetog Mihovila na Limu, ali ne za dobrobit stanovništva već za popravak crkve koja je bila u ruševnom stanju i sl. Stanje se donekle popravlja početkom XV. stoljeća, neke su godine rodnije pa lovrečko Gradsko vijeće donosi a Senat potvrđuje odluku, o zbrani uvoza vina na teritorij Sv. Lovreča (ova je odluka ostala zapisana i u Statutu Grada iz 16. stoljeća). 
Teški uvjeti života, stalna novačenja zbog čestih ratova i bolesti, već navedene malarija i kuga rezultirali su velikom depopulacijom Lovreštine pa će i ovdje procesi useljavanja novog stanovništva iz Dalmacije, Morlakije, odnosno Mletačke vojne krajine organizirane nakon turskog zaposjedanja Bosne, te Crne Gore, Albanije, Grčke, Krete i čak Cipra teći na isti način i istom dinamikom kao i u priobalnim područjima Istre. Situacija je na Lovreštini dodatno komplicirana zbog neposrednog susjedstva Pazinske knežije u koje će Austrija vršiti useljavanja svojih nepoćudnih građana, posebno uskoka nakon Madridskog mira i zbog stalne prisutnosti prebjega. Nastat će tako cijeli niz novih naselja u okolici Sv. Lovreča, koja ga danas okružuju.
Tragova postojanja Hrvata na ovim prostorima ima mnogo i mnogi datiraju još iz VII., posebno se to odnosi na brojne grobove. Početkom 16. stoljeća imamo prve pisane tragove o hrvatskom etniku na prostoru Sv. Lovreča: prognana su dva Hrvata zbog jednog ubojstva dok je treći prognan zbog ubojstva svoga sluge. Zadnji podatak govori da su pojedinci među doseljenicima toliko ojačali da su imali svoje sluge: rašporski je kapetan 1540. g. osudio Antona Karlića s cijelim njegovim društvom na izgon s cijelog prostora pazenatika zbog razbojništva na prostoru Lovreštine. Bit će to prvo spominjanje jednog hrvatskog prezimena. Hrvatska plemena naseljavaju i teritorij sjeverno od Lovreča pa će Grad postupno proširiti svoj teritorij na područje Baderne šireći ga istovremeno i na prostor istočno od Grada na područje Seline (Villanova) osnovane 1558. od morlačkih obitelji pristiglih iz Dalmacije.
Poslije Seline i Baderne novi doseljenici organiziraju nova naselja: Katun (naselje zapadnije od Baderne, zajedno s Badernom danas pripada Poreču) i Kloštar (naselje uz samostan Sv. Mihovil na Limu) oko 1606. g. Ostala naselja: Radiće, Zgrabljiće, Rahovce, Knapiće, Prtenjače, Štifaniće i Gradinu nalazimo na kartama iz 17. stoljeća dok o njihovom postanku nemamo informacija. Ostala naselja Herake, Straniće, Orbane, Jurcane, Lakoviće, Krunčiće, Medake, Perine i Voštene uopće ne nalazimo ni na jednom dokumentu iz ovog vremena, premda sve upućuje da su nastala u isto vrijeme, tijekom 17. stoljeća. Godine 1647. doselilo je u Istru 1400 muškaraca i 3450 žena i djece. Doseljeni su na teritorij Poreča, Sv. Lovreča i Umaga. Na Lovreštinu je godinu dana kasnije doseljeno novih 60-ak osoba itd. Naseljavanje će trajati sve do kraja 17. stoljeća pa čak i u 18. stoljeću ali to više neće biti doseljenici iz Dalmacije ili Crne Gore već isključivo prebjezi iz Pazinske knežije s kojom će Lovrečani cijelo vrijeme biti u konfliktu zbog stalnog upada bilo prebjega bilo razbojnika na teritorij Sv. Lovreča. 
Sam se Lovreč razvija kao i svi slični gradovi: unutar gradskih zidina zadržavaju se tradicionalne upravne funkcije grada, uključujući i fontik, konjušnice, vojnu posadu pazenatika, dok se u neposrednoj blizini gradskih zidina na udaljenosti od 100-njak metara grade nastambe s trgom, brojnim trgovinama, manjom crkvom. Budući da su lovrečke gradske zidine elipsastog tlocrta, okolne zgrade okružuju Grad u vidu prstena. Međusobno ih dijele putovi koji idu u raznim pravcima. Takav je oblik Lovreč sačuvao do danas.
Društvene i socijalne prilike, zdravstveno i imovinsko stanje Grada i njegovog suburbija, stalni demografski pritisci rezultirat će teškoćama u upravljanju Gradom posebno zbog činjenice da je sloj ljudi koji bi mogli upravljati Gradom svakim danom postajao sve tanji. U cilju poboljšanja stanja Lovrečani su se odlučili na jednu mjeru neviđenu u dotadašnjoj povijesti.: 20 prosinca 1556. u bazilici Sv. Martina sastalo se gradsko vijeće, predstavnici nobila i pučana te predstavnici lovrečkog suburbija i pripadajućih sela, ukupno 116 osoba. Izabrali su novo vijeće od 10 članova: 3 iz redova nobila, 3 iz redova gradskih pučana i okolnih sela te 4 predstavnika Baderne i njezinog područja. Riječ je o svojevrsnoj općoj skupštini svih slojeva stanovništva i demokratskom izboru koji bi i danas u mnogo slučajeva mogao biti uzorom. 
Lovreč će na ovaj način osigurati priličnu autonomiju koja će se, međutim, stalno sukobljavati s birokracijom mletačkih vlasti. Osamnaesto stoljeće donosi izvjestan prosperitet i lovrečki podeštat, poslije labinskog, bit će najbolje plaćeni podeštat u mletačkoj Istri. Prema Statutu, pored podeštata i sudaca Lovreč je imao javne službenike plaćene od Grada: odvjetnike, kirurga, kancelara, podeštatovog konjušara, nuncije, javnog trubača, mjernika zaduženog za ispravnost utega i mjera, procjenjivača, poljara, kovača i sakristana. Posebnu je ulogu imao fontikar, voditelj fontika, skladišta žita. 
U pet stoljeća mletačke vlasti u Istri oblici davanja ostali su više-manje nepromijenjeni. Davanja su bila velika i veoma različita: u mesu, vinu, žitu, ulju, ribi, soli i dr. U lovrečkom statutu nalazimo i odredbu prema kojoj se plaća Veneciji i za životinje koje se izvoze izvan teritorija Lovreča, za eksport ulja morem itd. Prema kraju 18. stoljeća stanje se pogoršava što će imati odraz u smanjenju broja stanovnika pa tako i smanjenju proizvodnje. Prema službenoj mletačkoj procjeni broja stanovnika za razdoblje 1771. – 75., dakle pred sam kraj Serenissime, Sv. Lovreč ima ukupno 947 osoba (cijela komuna 1.608) od čega 485 muškaraca, i 489 žena. Broj obitelji je 164, od čega 8 nobila, 20 građana i 136 pučana. Bilo je 7 svećenika, 2 klerika, 3 učitelja slobodnih umjetnosti, 1 trgovac, 255 poljoprivrednika i 6 zanatlija. U Gradu je bila 1 uljara, 3 tkalca, stočni fond brojio je 604 goveda za rad, 13 za klanje, 121 konja, 9 magaraca i 4125 ovaca. Istovremeno je u Baderni živjelo 634 stanovnika koji su imali 425 goveda, 26 konja, 2 mule, 33 magarca i 1740 ovaca. Imali su jednog svećenika, 1 trgovca, 128 poljoprivrednika, 23 zanatlije 6 tkalaca lana, odnosno konoplje, i 6 tkalaca vune. Sve do propasti Mletačke Republike u Svetom Lovreču je djelovalo 8 bratovština, udruga vjernika religioznog i karitativnog karaktera.
Usporedo sa slabljenjem feudalizma dolazi do sekularizacije feuda, pa će takva sudbina zadesiti i feude na Lovreštini. Godine 1740. Samostan sv. Mihovila u Muranu prepušta imanja samostana Sv. Mihovila na Limu, koji je u međuvremenu napušten, Kapetanatu i podeštatu Koparskom. Godine 1778 imanje će doći u posjed grofova Coletti iz Trevisa u Italiji. Nije, međutim, utvrđeno kad je Kalisedo, odnosno gradinski feud došao u posjed rovinjske obitelji Califfi, no dobar dio ovog imanja polovinom 18. stoljeća je sekulariziran. Godine 1778. sekulariziran je vrsarski posjed porečkih biskupa u korist Sv. Lovreča odlukom Senata, pa će Vrsar plaćati Lovreču da može uživati biskupske posjede sve do prvih godina 19. stoljeća kad će Vrsar postati općina.

### Austrijsko doba
Venecija je neslavno propala u listopadu 1797. a Istra se našla u okviru Austrije, čija će vlast trajati vrlo kratko i biti zamijenjena francuskom, da bi vrlo brzo i ova bila zamijenjena ponovo austrijskom. Istra je drugačije organizirana nego u vrijeme Mletaka i pazenatik kao sustav je ukinut čime Sv. Lovreč u potpunosti gubi svoje nekadašnje značenje. Unatoč činjenici da svi demografski i gospodarski podaci govore u korist Sv. Lovreča, Vrsar je, premda do tada u kaštelu tek ladanjski prostor porečkih biskupa a na obali neznatno ribarsko mjesto i zbog plitkoće i brojnih otoka zgodna luka za izvoz švercane robe, postao općina a Lovreč sveden tek na poreznu općinu u okviru vrsarske. Da će do izražaja doći nekadašnji konflikti između Vrsara i Lovreča, posebno oko pitanja granica, ne treba posebno isticati. Od Lovreča je otrgnut teritorij Baderne (pripojen Poreču), Gradine i čak područje Kloštra, odnosno nekadašnjeg feuda Sv. Mihovila (pripojeno Vrsaru). Lovreč doživljava potpunu dekadencu i malo je nedostajalo da doživi sudbinu Dvigrada iz 17. stoljeća. Kakve će prilike biti u Lovreču tijekom 19. stoljeća govori naoko nevažan podatak: pred kraj Serenissime u Lovreču je čak 7 svećenika i 2 klerika, a u razdoblju od samo 20 godina, od smrti dugogodišnjeg mjesnog župnika Petra Prekalja 1859. do 1879. u Lovreču se izmijenilo čak 29 svećenika i ni jedan nije imao funkciju župnika. Gospodarske će se prilike donekle popraviti početkom 20.stoljeća zbog eksploatacije brojnih nalazišta boksita koji će se izvoziti preko Limskog kanala, odnosno otvaranjem ugljenokopa u bazenu Raša na istočnoj istarskoj obali, gdje će se zaposliti znatan broj radnika iz Sv. Lovreča i njemu pripadajućih sela. 
U novookupiranim krajevima Austrija nastoji što prije uvesti austrijski zakonodavni sustav. To nalazi svoj poseban odraz u školstvu. S tim u vezi nastoji otvoriti niz tzv. trivijalnih pučkih škola po tzv. Felbigerovom školskom sustavu. Dvorska kancelarija 1821. određuje otvaranje škole u Sv. Lovreču. No lovrečka škola zbog nedostatka učitelja (svećenika) i adekvatnih prostorija bit će otvorena tek 1883. godine, punih 13 godina od austrijske školske reforme, kao jednorazredna utrakvistična, talijansko-hrvatska škola - u prva tri razreda nastavni jezik je hrvatski a talijanski jezik obligatan od četvrtog razreda talijanski je jezik nastavni a hrvatski obligatan. No kako većina učitelja nije poznavala hrvatski jezik, bez obzira na zakonsku odredbu dvojezične nastave, nastava je bila isključivo talijanska pa će hrvatski roditelji djecu zadržati doma a učitelji u školskim knjigama pisati kako hrvatska sekcija nije otvorena zbog nedostatka upisnika! Talijanizaciji škole pogodovat će i opća društvena klima: mjesni svećenik Vincenzo Scarpa zalaže se za talijansku školu ali iz straha od mogućeg bijega istarskih škola iz utjecaja katoličke crkve u krilo panslavizma, vrlo prisutnog 80-tih godina. 

#### Narodni preporod
Pod utjecajem djelovanja narodnih prvaka, najprije biskupa dr. Dobrile a potom Laginje i Spinčića i u ovim najzapadnijim krajevima Istre počinje uporna borba za hrvatski jezik i hrvatsku opstojnost koja će se najprije očitovati u čitaoničkom pokretu. Premda znatno kasnije od prvih čitaonica u Kastvu (1866.), Puli (1869.) i Vrbniku (1871.) hrvatska čitaonica bit će otvorena 28. rujna 1898. godine. Značenje čitaonice je iznimno veliko – bit će to najzapadnija točka djelovanja čitaoničkog pokreta hrvatskog narodnog preporoda u Istri, u prostoru okruženom gradićima, posebno Vrsarom i Porečom, sa skoro isključivo talijanskim stanovništvom. Ono je bilo moguće u Sv. Lovreču jer većih nacionalnih napetosti nije bilo budući je talijansko stanovništvo bilo u manjini čak i unutar gradskih zidina, a suburbij i selo je ionako bilo naseljeno pretežno hrvatskim etnikom. Pojednostavljeno: bogati su bili Talijani, bez obzira na stvarno nacionalno podrijetlo sa svim privilegijama koja je ovaj statut donosio, a siromašni sloj su bili jednostavno «slavi». Stoga ne začuđuje činjenica da je među siromašnijim talijanskim slojem bila prisutna svijest o jednakoj ugroženosti siromašnog sloja oba etnika pa će u Odboru za otvaranje hrvatske čitaonice i kasnije tajnik ove prve male, ali značajne hrvatske kulturne ustanove, uz predsjednika Hrvata Ivana Heraka u čijoj će kući biti i smještena, biti Giuseppe Piemonte, Talijan, što je u nekim drugim sredinama bilo nezamislivo.

### 20. stoljeće
Ova će se borba nastaviti i na školskom planu. Jednorazredna utrakvistična škola nije ni izdaleka zadovoljavala potrebe. Početkom stoljeća (1904.) stanovništvo lovrečkih sela, posebno Seline, predvođeno Božom Babićem, viđenijim selinskim seljakom, zahtjeva podjelu postojeće lovrečke utrakvistične škole na hrvatsku i talijansku te gradnju nove školske zgrade za hrvatsku školu. Kako je bilo nezamislivo da bi Općina Vrsar i porečko Kotarsko školsko vijeće dozvolilo otvaranje hrvatske škole, nakon tri godine zahtjev je odbačen. U međuvremenu, godine 1905./06. novcem od prodaje zajedničkog lovrečkog zemljišta sagrađena je nova školska zgrada predviđena za jednorazrednu utrakvističnu školu u Sv. Lovreču. Selini se priključuju Lakovići i ostala sela Lovreštine: 1907. g. 199 mještana predvođeni Ivanom Lakovićem, roditelji čak 238 školskih obveznika, svi potpisani znakom križa, podnose novi zahtjev uz popis pojedinog nacionalnog korpusa iz 1900. (1077 Hrvata i 646 Talijana, u samom Gradu 238 Hrvata i 143 Talijana). Pritisnuto Pokrajinsko školsko vijeće je 1912. godine donijelo povijesnu odluku o otvaranju hrvatske škole uz postojeću talijansku. No općina Vrsar, kako bi osujetila već gotovo otvaranje škole daje mjesnim vlastima nerazumno kratak rok za uređenje učionica i nabavu opreme. Mjesni kapetan i član Općinskog vijeća Vrsara Antonio Boghessich, Talijan, uz pomoć mještana uspijeva riješiti ovaj problem pa je škola 1. listopada 1912. godine otvorena. U hrvatsku školu upisalo se 175 djece, u talijansku tek 63. Bila je to prva hrvatska škola u zapadnoj Istri koju će službeno otvoriti Država. Prvim učiteljem imenovan je Milan Zec, učitelj iz Poljica na otoku Krku sa završenom kastavskom učiteljskom školom. U talijanskoj školi, u istoj zgradi, s upola manje učenika za istu plaću radio je učitelj Marco Cerlenco.
Godine 1911. i Gradina izražava želju za otvaranjem hrvatske škole, međutim, niti su pokrajinske i kotarske školske vlasti htjele prihvatiti otvaranje nove hrvatske škole a niti je to htjela učiniti općina Vrsar koja je trebala podnijeti službeni zahtjev. Škola će biti otvorena tek 1918. godine neposredno pred sam raspad Austro-Ugarske monarhije. 
Po okončanju Prvog svjetskog rata i talijanskoj okupaciji Istre Sv. Lovreč dijeli sudbinu cijele Istre: hrvatska škola zatvorena, hrvatski jezik zabranjen. U cilju potpune talijanizacije područja fašistička vlast, uz školu u Lovreču, otvara i školu u Gradini, gradeći 30-ih godina novu školsku zgradu a u mjestima gdje nema 60 djece školskih obveznika tzv. seoske škole otvara organizacija iredentistička organizacija ONAIR: u Krunčićima, Selini, Voštenima i Orbanima. 

#### Partizanski pokret i oslobođenje
Još tijekom 1943. razvija se snažan partizanski pokret koji će rezultirati odlaskom u srpnju 1943. prve grupe od 67 boraca s brežuljka Rušnjak u blizini sela Rahovci u Gorski kotar gdje će se priključiti partizanskom pokretu. Pokret je jak pa će već tijekom 1944 unatoč neprijateljskoj prisutnosti djelovati partizanske škole u Rahovcima, Selini i Zgrabljići. Lovreč je zajedno s okolicom oslobođen u travnju 1945. godine. 

## Gospodarstvo
U poslijeratnom razdoblju u eri opće industrijalizacije i ovdje se pokušava s pogonom za sušenje duhana. No nisu postignuti veći rezultati. Premda u samom Sv. Lovreču nema mogućnosti zaposlenja, jer nalazišta boksita su ili iscrpljena ili nedostatna za rentabilnu eksploataciju, a labinski su rudnici zatvoreni, ipak u Općini skoro da i nema nezaposlenih. U posljednjih 30-ak godina otvoren je niz nalazišta kvalitetnog građevinskog kamena u kojem će dio stanovništva naći zaposlenje. 
Razvijeni turizam na cijelom potezu porečko-vrsarske rivijere uključujući i Limski kanal čija sjeverna obala pripada Lovreču, te poljoprivreda namijenjena prvenstveno opskrbi visoko razvijenog turizma, čini solidne osnove gospodarske egzistencije današnjeg stanovništva.

## Spomenici i znamenitosti
Protekla vremena ostavila su velikih tragova u izgledu teritorija pa bismo cijeli Grad i dobar dio njegovog područja mogli nazvati spomenikom kulture. 
Legenda kaže da je na prostoru Lovreča bilo više od 35 crkava. Sačuvalo ih se do danas tek nekoliko. 
Iz 11. stoljeća datiraju ostaci kompleksa svetog Mihovila nad Limom. Riječ je o jednobrodnoj romaničkoj bazilici s polukružnom apsidom, prvim objektom u romaničkom stilu koji su u Istru donijeli benediktinci. Unutrašnjost crkve oslikana je vrijednim freskama, najstarijim u Istri, međutim, cijeli je kompleks u raspadajućem stanju.
U samom Gradu, uz u potpunosti očuvan nekadašnji tlocrt Grada i mjestimično izvrsno očuvane gradske bedeme, posebno glavna ulazna vrata u Grad, tri su objekta koja izazivaju posebnu pozornost. To je crkva sv. Lovre na mjesnom groblju, bazilika sv. Martina sa zvonikom – fortifikacijskim objektom i prekrasnom ložom te crkvica sv. Blaža.
Crkvica sv. Lovre, zaštitnika Grada, na mjesnom groblju, sa sigurnošću se datira u 8. stoljeće i spada među najstarije građevine ove vrste na ovim prostorima. Masivni romanički zvonik s biforama na vrhu potječe iz 12. – 13. stoljeća. To je bila prva lovrečka župna crkva.
Bazilika sv. Martina prvi se put spominje u Buli pape Aleksandra III od 3. travnja 1177., a potvrdu svega nalazimo u dokumentu o razgraničenju posjeda Grada s feudom Caliseda potpisanom u crkvi sv. Martina 24. listopada 1186. Riječ je ranoromaničkoj trobrodnoj bazilici građenoj tijekom desetog ili jedanaestog stoljeća. Sjedište je kaptola. Kroz dugu povijest više puta je popravljana i preuređivana ali je sačuvala svoje stare proporcije. Posljednja dogradnja (prednja fasada) potječe iz 19. stoljeća. Monumentalni stupovi s rustično obrađenim ranoromaničkim kapitelima koji imitiraju ukras kapitela na stupovima u Eufrazijevoj bazilici u Poreču, dijele baziliku na tri lađe. Svaka lađa završava vlastitom apsidom. Jednostavnost izrade ukazuje na lokalnu graditeljsku starokršćansku tradiciju. U apsidi glavne lađe je kameni oltar s kamenim svetohraništem. U lijevoj apsidi sačuvane su freske iz 11. stoljeća. Drveni poliptih sv. Martina vrijedan je spomenik lokalne umjetnosti iz 14. stoljeća. Kameni oltar sa sarkofagom s relikvijama sv. Korone i sv. Viktora je iz 16. stoljeća dok je sarkofag 1365. donesen iz crkve Sv. Sofije u Dvigradu. U crkvi su sačuvane orgulje iz 18. stoljeća, rad šibenskog majstora Petra Nakića. 
Zvonik crkve nekadašnja je obrambena kula koja će u vrijeme kapetana-podeštata Contarinija biti preuređena u zvonik. Tada će se i zazidati istočna ulazna vrata Grada u podnožju kule-zvonika.
Izvan gradskih zidina, a ispred glavnih ulaznih vrata, nalazi se gotička crkvica sv. Blaža posvećena 1460. g. Građena je od obrađenog kamena i pokrivena kamenim pločama. U unutrašnjosti je drveni oltar. Zidovi su oslikani freskama. Na krovu je zvonik na preslicu čije je zvono označavalo vrijeme raspodjele vode u vrijeme velikih suša.
Nedaleko od ove crkvice ostaci su benediktinske crkve sv. Dorliga, od koje je sačuvan tek jedan perimetralni zid s prozorima.
Značajna je kapela sv. Lucije u Selini iz 1568. lijepim retableom.

## Obrazovanje
Već u jesen 1945. otvoren je niz škola: u Lovreču mješovita hrvatsko-talijanska sa 132 hrvatska učenika i 31 talijanskim te s dvije hrvatske (Ana Jagarinac i Marija Milevoj) i jednom talijanskom učiteljicom (Maria Zonta). U ostalim mjestima škola je isključivo hrvatska, u Baderni (Baderna je vraćena u sastav Lovreča. Danas, međutim, upravno pripada Gradu Poreču ali čini lovrečko školsko područje!), Krunčićima, Orbanima, Selini, Voštenima i Zgrabljićima. U svim je školama bilo ukupno čak 586 polaznika od kojih tek 31 Talijan. Talijanska je škola ostala aktivna do 1958. kada će prestati djelovati zbog nedostatka učenika. 
Današnja osnovna škola, koja nosi ime narodnog tribuna i vođe partizanskog ustanka u Istri Joakima Rakovca, djeluje u novoj školskoj zgradi sagrađenoj 1963./64. godine dok je zgrada iz početka 20. st. pretvorena u ugostiteljski objekt.
Osnovna škola Joakima Rakovca obnovljena je i proširena početkom '90-ih godina. Tada je uz nju sagrađena i školska sportska dvorana.
U školskoj zgradi djeluje i dječji vrtić, ogranak porečkog Dječjeg vrtića Radost.

## Kultura
Od kulturnih institucija postoji kvalitetan Puhački orkestar osnovan još 1884., okupljen danas oko Kulturno-umjetničkog društva Matko Laginja osnovanog 1952. koje je sve do nedavno imalo i vrlo zapaženo folklornu sekciju koja je 2007. godine ponovno počela s djelovanjem.
Svojevremeno su u plesnoj sali priređivane kino-projekcije i školske priredbe. Danas ona služi kao mjesto za sastanke, javne skupove, izložbe i probe KUD-a Matka Laginje.
Ruševna zgrada u starogradskoj jezgri preuređena je u suvremenu galeriju Placa, s prizemljem i dva kata.

## Šport
Zadovoljavanje javnih potreba u sportu odvija se prema programima klubova i udruga. Od sportskih društava aktivan je nogometni klub, s četiri ranga natjecanje i dva kluba veterana, četiri boćarska kluba i ženski odbojki klub, te stolnoteniski klub.
Trenutno na području Općine Sveti Lovreč djeluje 9 športskih klubova s oko 200 članova, i to:.
- NK Sveti Lovreč, 3. ŽNL Istarska  (2008./09.)
- Nogometni klub Sv. Lovreč- veterani
- Nogometni klub Lovreč- veterani
- Športsko društvo Sv. Lovreč
- Ženski odbojkaški klub Sv. Lovreč
- Boćarski klubovi: Sv. Lovreč,Selina ,Selina-mladi,Lovreč- mladi,
- Stolnoteniski klub Sveti Lovreč

Od sportskih objekata, na području Općine se nalazi nogometno igralište u naselju Sv. Lovreč, 3 četverostazna i 2 dvostazna boćališta u Sv. Lovreču i Selini, te jednostazna boćališta u selima Lakovići, Jakići Dolinji, Stranići i Zgrabljići.
Sportska dvorana osnovne škole i njeno asfaltirano igralište povremeno se koriste i za druge sportske priredbe.

## Vanjske poveznice
- Službene web stranice Općine Sveti Lovreč
- Istarska enciklopedija - Sveti Lovreč
- Istrapedia - Sveti Lovreč